# 植硅体

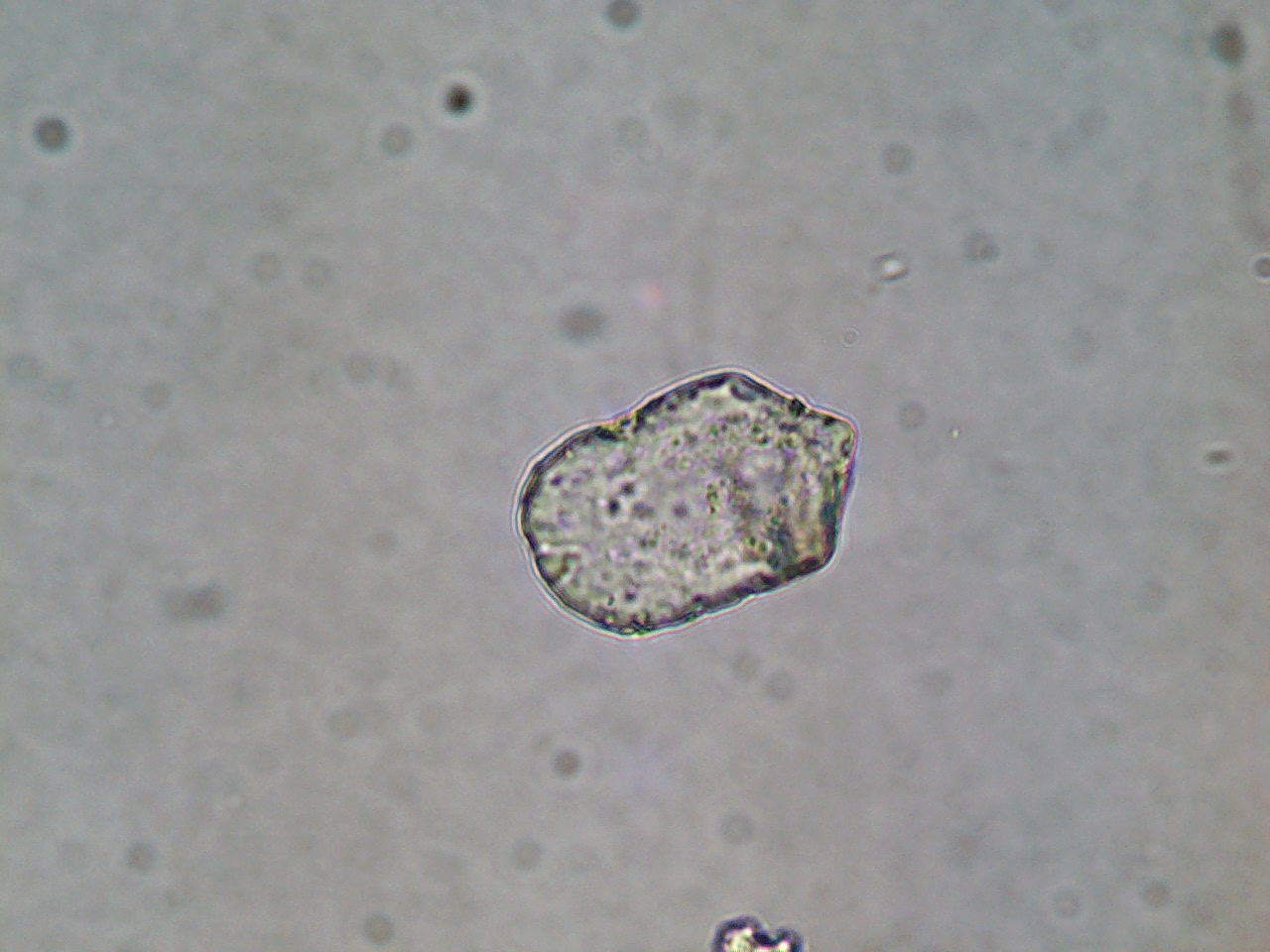
芦苇中扇型植硅体的显微形象，可见风化的凹坑

植硅体（英語：phytolith），是存在于多种高等植物细胞或细胞间隙中的显微结构小体，其主要成分为二氧化硅，中文曾译植硅石、植物硅酸体等，现在学界统一称之为植硅体。植硅体的大小和形状与植物种类与部位有关，其形态具有鉴定意义，特别是禾本科植物，最好的情况可以鉴定到种。植物中还常见一些草酸钙质的颗粒，被称为植钙体。

## 功能
植硅体有多种功能。一些植硅体可能和植物的结构和支撑功能有关，对于许多农作物来说，可以防止倒伏；在某些植物中，植硅体可能也具有一定的防御病虫害及食草动物的作用。

## 应用

### 考古学
植硅体容易保存在考古地层与遗物中，因此常用来鉴定史前栽培植物。

### 古生物学
植硅体在化石遗存中很丰富，在晚泥盆纪地层中就有发现，可用来追溯古生物环境与植被变迁。

### 地球化学
最近的研究还发现，碳元素也可以在许多植硅体中积聚。